# Ella (Buchbach)
Ella ist ein Gemeindeteil von Buchbach im oberbayerischen Landkreis Mühldorf am Inn. Der Ort kam mit dem bayerischen Gemeindeedikt von 1818 zur Gemeinde Walkersaich und mit dem Nordteil dieser am 1. Januar 1973 im Zuge der Gebietsreform in Bayern zur Gemeinde Buchbach.

## Geografische Lage
Das Dorf Ella liegt auf der Gemarkung Walkersaich im Gemeindegebiet des Marktes Buchbach in der Region Südostoberbayern im Alpenvorland inmitten des tertiären Hügellandes zwischen den Tälern der Vils im Norden und der Isen im Süden. Die Landeshauptstadt München ist rund 65 km entfernt.

Ella von Süden

Die Siedlung wird durch die Gemeindeverbindungsstraße von Buchbach nach Schwindegg in zwei Teile geteilt. Die Gebäude liegen auf einer Anhöhe, die hach Norden, Westen und Süden abfällt und zum Osten hin ansteigt. Die bebauten Grundstücke grenzen an landwirtschaftlich genutzte Flächen an. Die größten Gebäude stehen entlang der Gemeindeverbindungsstraße, die mit Obstbäumen und Gartenflächen gegliedert ist. Die vorhandenen unbebauten Flächen im Geltungsbereich eignen sich für eine Nachverdichtung.

## Landwirtschaft
Die Gebrüder Josef und Manfred Kroha bauen auf dem Buchbacher Obst- und Erlebnishof in Ella Äpfel, Birnen, Kirschen, Zwetschgen, Heidelbeeren und Erdbeeren sowie Salat, Kohl, Knollengemüse, Gurken, Zucchini, Wassermelonen und Rhabarber an. 2021 begannen sie versuchsweise mit dem Anbau von Physalis, Spargel und Artischocken.
Als Futtermittelunternehmer waren 2017 die Kroha Agrar GbR (Ella 5a) und Konrad Brand (Ella 6) vom Bundesamt für Verbraucherschutz und Lebensmittelsicherheit zugelassen bzw. registriert.

## Streuobstwiesen
Nach der Außenbereichssatzung von 2013 sind bestehende Streuobstwiesen, frei wachsende Gehölzbestände aus heimischen Arten und ortsbildprägende Einzelgehölze zu erhalten oder durch folgende Bäume und Sträucher zu ersetzen Obstbäume heimischer Sorten, Hasel, Schlehe, Feldahorn, Huikinder, Hartriegel Liguster, Weißdorn, Pfaffenhütchen, Kreuzdorn, Faulbaum, Hundsrose, Weinrose, Feldrose, Hechtrose, Wolliger Schneeball, Gewöhnlicher Schneeball, Kornelkirsche, Heckenkirsche und Traubenkirsche. Landschaftsfremde Nadelgehölze sowie exotische, buntlaubige Züchtungen von Gehölzen sowie geschnittene Hecken dürfen nicht gepflanzt werden.

## Bevölkerungsentwicklung
Um 1857 hatte der Weiler Ella 21 Einwohner und 9 Gebäude. Bei der Volkszählung von 1961 gab es 34 Einwohner, die in 7 Wohngebäuden lebten. Im Mai 1987 lebten dort 41 Einwohner in 14 Wohnungen in 12 Wohngebäuden.